# Pachyneuron
Pachyneuron is een geslacht van vliesvleugeligen uit de familie Pteromalidae. De wetenschappelijke naam van dit geslacht is voor het eerst geldig gepubliceerd in 1833 door Francis Walker.

## Soorten
Het geslacht Pachyneuron omvat de volgende soorten:
- Pachyneuron aciliatum Huang & Liao, 1988
- Pachyneuron ahlaense Mani & Saraswat, 1974
- Pachyneuron albutius Walker, 1843
- Pachyneuron altiscuta Howard, 1884
- Pachyneuron anthomyiae Howard, 1885
- Pachyneuron aphidis (Bouché, 1834)
- Pachyneuron bangalorensis Sureshan, 2007
- Pachyneuron bonum Xu & Li, 1991
- Pachyneuron californicum Girault, 1917
- Pachyneuron chambaense Mani & Saraswat, 1974
- Pachyneuron chilocori Domenichini, 1957
- Pachyneuron coccorum (Linnaeus, 1758)
- Pachyneuron crassiculme Waterston, 1922
- Pachyneuron danium Narendran, 2007
- Pachyneuron doraphis Kamijo & Takada, 1973
- Pachyneuron emersoni Girault, 1916
- Pachyneuron eros Girault, 1917
- Pachyneuron erzurumicum Doganlar, 1986
- Pachyneuron eurygaster De Santis, 1964
- Pachyneuron flavipes (Förster, 1841)
- Pachyneuron fomium Narendran & Abhilash, 2007
- Pachyneuron formosum Walker, 1833
- Pachyneuron fuscipes De Santis, 1964
- Pachyneuron gibbiscuta Thomson, 1878
- Pachyneuron grande Thomson, 1878
- Pachyneuron groenlandicum (Holmgren, 1872)
- Pachyneuron hammari Crawford, 1914
- Pachyneuron innoxius (Förster, 1841)
- Pachyneuron korlense Xiao & Huang, 2009
- Pachyneuron laticeps Ashmead, 1900
- Pachyneuron leucopiscida Mani, 1939
- Pachyneuron longiradius Silvestri, 1915
- Pachyneuron maoi Xiao & Huang, 2009
- Pachyneuron merum Xiao & Huang, 2009
- Pachyneuron mucronatum Girault, 1917
- Pachyneuron muscarum (Linnaeus, 1758)
- Pachyneuron nelsoni Girault, 1928
- Pachyneuron neosolitarium Narendran, 2007
- Pachyneuron pauliani Risbec, 1952
- Pachyneuron piceae (Ratzeburg, 1848)
- Pachyneuron planiscuta Thomson, 1878
- Pachyneuron porteri (Brèthes, 1917)
- Pachyneuron ratzeburgi Özdikmen, 2011
- Pachyneuron remosum Narendran & Sheeba, 2007
- Pachyneuron rieki Gibson, 2001
- Pachyneuron sapporense Kamijo & Takada, 1973
- Pachyneuron shaanxiensis Yang, 1986
- Pachyneuron solitarium (Hartig, 1838)
- Pachyneuron stom Narendran & Jilcy, 2007
- Pachyneuron syringae Xie & Yang, 1996
- Pachyneuron syrphicola Ashmead, 1887
- Pachyneuron syrphiphagum Brèthes, 1913
- Pachyneuron texanum Girault, 1917
- Pachyneuron tonyi Narendran & Santhosh, 2007
- Pachyneuron validum Waterston, 1923
- Pachyneuron vindex Róndani, 1848
- Pachyneuron virginicum Girault, 1917
- Pachyneuron vitodurense Delucchi, 1955